# شهرستان پیترسکی
شهرستان پیترسکی (به لاتین: Pitersky District) یک شهرستان در روسیه است که در استان ساراتوف واقع شده‌است.